# Tom Pillibi
Tom Pillibi је песма коју је на француском написао Пјер Кур, компоновао Андре Поп, а извела је 1960. Жаклин Боаје као француска представница и победница Песме Евровизије 1960. године. Објављена је као сингл 10. априла 1960. године.
На крају гласања у финалу, добија 32 бода, заузимајући прво место у од 13 песама.
Песма је забележена као прва победница Евровизије која је последња наступала у такмичењу.